# VSTM4
VSTM4 (англ. V-set and transmembrane domain containing 4) – білок, який кодується однойменним геном, розташованим у людей на 10-й хромосомі. Довжина поліпептидного ланцюга білка становить 320 амінокислот, а молекулярна маса — 36 146.
| 10         |  | 20         |  | 30         |  | 40         |  | 50         |
| ---------- |  | ---------- |  | ---------- |  | ---------- |  | ---------- |
| MRLLALAAAA |  | LLARAPAPEV |  | CAALNVTVSP |  | GPVVDYLEGE |  | NATLLCHVSQ |
| KRRKDSLLAV |  | RWFFAHSFDS |  | QEALMVKMTK |  | LRVVQYYGNF |  | SRSAKRRRLR |
| LLEEQRGALY |  | RLSVLTLQPS |  | DQGHYVCRVQ |  | EISRHRNKWT |  | AWSNGSSATE |
| MRVISLKASE |  | ESSFEKTKET |  | WAFFEDLYVY |  | AVLVCCVGIL |  | SILLFMLVIV |
| WQSVFNKRKS |  | RVRHYLVKCP |  | QNSSGETVTS |  | VTSLAPLQPK |  | KGKRQKEKPD |
| IPPAVPAKAP |  | IAPTFHKPKL |  | LKPQRKVTLP |  | KIAEENLTYA |  | ELELIKPHRA |
| AKGAPTSTVY |  | AQILFEENKL |  |            |  |            |  |            |

A: Аланін

C: Цистеїн

D: Аспарагінова кислота

E: Глутамінова кислота

F: Фенілаланін

G: Гліцин

H: Гістидин

I: Ізолейцин

K: Лізин

L: Лейцин

M: Метіонін

N: Аспарагін

P: Пролін

Q: Глутамін

R: Аргінін

S: Серин

T: Треонін

V: Валін

W: Триптофан

Задіяний у такому біологічному процесі, як альтернативний сплайсинг. 
Локалізований у клітинній мембрані, мембрані.
Також секретований назовні.